# عبد الرزاق البطي
عبد الرزاق البطي لاعب كرة قدم كويتي ولد في سنة 1988، لعب في صفوف نادي الكويت الرياضي. بدأ اللعب في نادي خيطان الرياضي، ثم انتقل إلى نادي الكويت عام 2004 .
يعتبر عبد الرزاق البطي من اللاعبين المهمين على مستوى قطاع الشباب في الكويت، إذ سبق وخاض غمار بطولة آسيا للناشئين عام 2005 واستطاع أن يسجل بالبطولة هدفٍ وحيد.